# De heilige Catharina van Alexandrië
De heilige Catharina van Alexandrië is een olieverfschilderij van de Italiaanse schilder Rafaël Santi, geschilderd in circa 1507. Het hangt in de National Gallery te Londen. In het schilderij kijkt Catharina van Alexandrië in extase naar boven en leunt op een rad, een verwijzing naar het radbraken tijdens haar martelaarschap.
Het schilderij is geschilderd kort na Raphaels aankomst in Florence en toont dat de jonge artiest in een overgangsfase was. De afbeelding van religieuze passie in het schilderij doet nog steeds denken aan Pietro Perugino. Maar de sierlijke contrapposto van Catherina's pose is een typisch voorbeeld van de invloed van Leonardo da Vinci op Rafaël, en is vermoedelijk een echo van Leonardo's verloren schilderij Leda en de zwaan.
Deze afbeelding is gedeeltelijk gebruikt op de hoes van het album Mellon Collie and the Infinite Sadness van de Smashing Pumpkins.
Fresco's: De triomf van Galatea · Stanza della Segnatura · Dispuut over het Heilige Sacrament · De school van Athene · Stanza di Eliodoro

Altaarstukken: Het huwelijk van de Maagd Maria · De heilige Catharina van Alexandrië · Christus valt onder het kruis · De transfiguratie

Madonna's: Madonna van de groothertog · Kleine Cowper-madonna · Madonna met de distelvink · Madonna met de anjer · La belle jardinière · Aldobrandini-Madonna · Madonna van Loreto · Alba-madonna · Madonna van Foligno · Madonna met de stoel · Sixtijnse Madonna

Allegorische schilderijen: De droom van de ridder · De drie gratiën

Portretten: Bindo Altoviti · Baldassar Castiglione · Agnolo Doni · Maddalena Doni · De dame met de eenhoorn · De zwangere · La Donna Velata